# Девід Джек
Девід Джек (англ. David Jack, нар. 3 квітня 1899, Болтон — пом. 10 вересня 1958, Блекпул) — англійський футболіст, що грав на позиції нападника. По завершенні ігрової кар'єри — футбольний тренер.
Виступав за клуби «Плімут», «Болтон Вондерерз» та «Арсенал», а також національну збірну Англії. Триразовий чемпіон Англії. Автор першого гола, забитого на англійському стадіоні «Вемблі», а також перший в світі футболіст, за трансфер якого заплатили понад £10 000.

## Клубна кар'єра
Девід Джек народився в Болтоні, Ланкашир. Батько Девіда, Боб Джек, відомий у минулому футболіст, в 1910 році став головним тренером клубу «Плімут Аргайл». Після закінчення Першої світової війни Роберт підписав у свій клуб свого сина Девіда, а потім і його брата, Ролло Джека. Девід зіграв за «Плімут» 48 матчів, в яких забив 15 голів.
У грудні 1920 року він повернувся в своє рідне місто, підписавши контракт з клубом «Болтон Вондерерз». «Плімут» отримав за цей перехід 3,5 тис. фунтів. Джек провів 8 сезонів у складі «рисаків», сформувавши потужну зв'язку в нападі з Джо Смітом (на двох вони забили за «Болтон» понад 300 голів). Будучи гравцем «Болтона», Джек увійшов в історію як автор першого гола, забитого на лондонському стадіоні «Вемблі». Це сталося у фіналі Кубка Англії 1923 року, в якому «Болтон» переміг «Вест Гем» з рахунком 2:0. У 1926 році «Болтон» знову виграв Кубок Англії, причому в фінальному матчі проти «Манчестер Сіті» Джек знову відзначився забитим м'ячем. Він був найкращим бомбардиром свого клубу у п'яти з восьми сезонів, забивши за «Болтон» 144 голи у 295 матчах чемпіонату.
У 1928 році головний тренер лондонського «Арсенала» Герберт Чепмен вирішив придбати Джека у «Болтона» за 10 890 фунтів (що майже вдвічі перевищувало попередній світовий рекорд). Чепмен обговорив цей трансфер з представниками «Болтона» в барі готелю, використовуючи наступну тактику: він пив разом з ними джин з тоніком, але в його напої не було джина, тоді як у напоях його співрозмовників був алкоголь. Напоївши їх, Чепмен домігся зниження ціни, яку за Джека, з 13 тисяч до 10 890 фунтів. Сер Чарльз Клегг, президент Футбольної асоціації Англії, дізнавшись про суму трансферу, виступив з офіційною заявою, в якому було сказано, що «жоден гравець у світі не коштує таких грошей». Багато хто вважав, що найкращі роки Джека, якому на той момент було вже 29 років, залишилися позаду. Проте в подальші роки Джек довів, що він вартий цих грошей. Чемпен пізніше зізнався Бобу Воллу, що купівля Джека стала «однією з найкращих угод» у його житті.
Передбачалося, що Джек замінить капітана «Арсеналу» Чарлі Б'юкена, що завершив кар'єру. Він дебютував за «канонірів» у матчі проти «Ньюкасл Юнайтед», що пройшов 28 жовтня 1928 року, відразу ж влившись в основний склад клубу. Він став найкращим бомбардиром клубу в сезоні 1928/29. Хоча Джек забивав менше, ніж інший нападник «Арсеналу» Джек Ламберт, його голи були дуже важливими: наприклад, гол у півфіналі Кубка Англії сезону 1929/30 проти «Галл Сіті», який вивів «Арсенал» у фінал. У фіналі Кубка Англії 1930 року «Арсенал» переміг «Гаддерсфілд Таун» з рахунком 2:0, а Джек став першим футболістом в історії, який виграв Кубок Англії з двома різними клубами.
Джек продовжував виступати за «Арсенал» на початку 1930-х, встановивши особистий рекорд результативності в сезоні 1930/31 (31 забитий м'яч). У сезонах 1930/31, 1932/33 і 1933/34 він виграв з «Арсеналом» чемпіонський титул. У сезоні 1933/34, проте, він провів 16 матчів, програючи конкуренцію більш молодим гравцям. У травні 1934 року, вигравши свою третю чемпіонську медаль, він вирішив завершити кар'єру гравця. Всього він провів за «Арсенал» 208 матчів, в яких забив 124 м'ячі.

## Виступи за збірну
У 1924 році Джек отримав виклик до збірної Англії, зігравши за неї свій перший матч 3 березня 1924 року на «Івуд Парк» проти збірної Уельсу. Зустріч завершилася поразкою англійців з рахунком 1:2. Протягом кар'єри у національній команді, яка тривала 9 років, провів у формі головної команди країни лише 9 матчів, забивши 3 голи.

### Голи за збірну Англії
| # | Дата           | Місце  | Суперник  | Рахунок | Підсумок матчу | Турнір                              |
| - | -------------- | ------ | --------- | ------- | -------------- | ----------------------------------- |
| 1 | 17 травня 1928 | Париж  | Франція   | 1:2     | 1:5            | Товариський матч                    |
| 2 | 5 квітня 1930  | Лондон | Шотландія | 4:0     | 5:2            | Домашній чемпіонат Великої Британії |
| 3 | 10 травня 1930 | Берлін | Німеччина | 3:3     | 3:3            | Товариський матч                    |

## Кар'єра тренера
Після завершення кар'єри гравця Джек став головним тренером клубу «Саутенд Юнайтед», в якому працював з травня 1934 по серпень 1940 року.
Потім він тренував «Мідлсбро» з листопада 1944 по квітень 1952 року.
Останнім місцем тренерської роботи був ірландський клуб «Шелбурн», де Джек був головним тренером з 1953 по 1955 рік.
Помер 10 вересня 1958 року на 60-му році життя у Блекпулі.

## Статистика виступів
| Клуб               | Сезон             | Ліга | Ліга | Кубок Англії | Кубок Англії | Суперкубок Англії | Суперкубок Англії | Разом | Разом |
| Клуб               | Сезон             | Ігри | Голи | Ігри         | Голи         | Ігри              | Голи              | Ігри  | Голи  |
| ------------------ | ----------------- | ---- | ---- | ------------ | ------------ | ----------------- | ----------------- | ----- | ----- |
| «Плімут Аргайл»    | 1919/20           | 31   | 7    | 3            | 5            | 0                 | 0                 | 34    | 12    |
| «Плімут Аргайл»    | 1920/21           | 14   | 3    | 0            | 0            | 0                 | 0                 | 14    | 3     |
| «Плімут Аргайл»    | Разом             | 45   | 10   | 3            | 5            | 0                 | 0                 | 48    | 15    |
| «Болтон Вондерерз» | 1920/21           | 19   | 4    | 0            | 0            | 0                 | 0                 | 19    | 4     |
| «Болтон Вондерерз» | 1921/22           | 39   | 24   | 2            | 0            | 0                 | 0                 | 41    | 24    |
| «Болтон Вондерерз» | 1922/23           | 41   | 11   | 7            | 7            | 0                 | 0                 | 48    | 18    |
| «Болтон Вондерерз» | 1923/24           | 39   | 24   | 3            | 3            | 0                 | 0                 | 42    | 27    |
| «Болтон Вондерерз» | 1924/25           | 42   | 26   | 3            | 1            | 0                 | 0                 | 45    | 27    |
| «Болтон Вондерерз» | 1925/26           | 37   | 14   | 8            | 5            | 0                 | 0                 | 45    | 19    |
| «Болтон Вондерерз» | 1926/27           | 38   | 16   | 4            | 1            | 0                 | 0                 | 42    | 17    |
| «Болтон Вондерерз» | 1927/28           | 33   | 24   | 2            | 0            | 0                 | 0                 | 35    | 24    |
| «Болтон Вондерерз» | 1928/29           | 7    | 1    | 0            | 0            | 0                 | 0                 | 7     | 1     |
| «Болтон Вондерерз» | Разом             | 295  | 144  | 29           | 17           | 0                 | 0                 | 324   | 161   |
| «Арсенал»          | 1928/29           | 31   | 25   | 5            | 1            | 0                 | 0                 | 36    | 26    |
| «Арсенал»          | 1929/30           | 33   | 13   | 8            | 3            | 0                 | 0                 | 41    | 16    |
| «Арсенал»          | 1930/31           | 35   | 31   | 3            | 2            | 1                 | 1                 | 39    | 34    |
| «Арсенал»          | 1931/32           | 34   | 21   | 6            | 3            | 1                 | 0                 | 41    | 24    |
| «Арсенал»          | 1932/33           | 34   | 18   | 1            | 0            | 0                 | 0                 | 35    | 18    |
| «Арсенал»          | 1933/34           | 14   | 5    | 2            | 1            | 0                 | 0                 | 16    | 6     |
| «Арсенал»          | Разом             | 181  | 113  | 25           | 10           | 2                 | 1                 | 208   | 124   |
| Всього за кар'єру  | Всього за кар'єру | 521  | 267  | 57           | 32           | 2                 | 1                 | 580   | 300   |

## Титули і досягнення

### Як гравця
- Чемпіон Англії (3):

«Арсенал»: 1930–31, 1932–33, 1933–34
- Володар Кубка Англії (3):

«Болтон Вондерерз»: 1922–23, 1925–26
«Арсенал»: 1929–30
- Володар Суперкубка Англії (3):

Професіонали: 1923
«Арсенал»: 1930, 1931